# Philautus davidlabangi
Espèce
Statut de conservation UICN

 LC  : Préoccupation mineure
Philautus davidlabangi est une espèce d'amphibiens de la famille des Rhacophoridae.

## Répartition
Cette espèce est endémique des monts Matang dans l'État du Sarawak en Malaisie orientale, sur l'île de Bornéo,. 

## Étymologie
Cette espèce est nommée en l'honneur de David Labang.

## Publication originale
- Matsui, 2009 : A new species of Philautus (Amphibia, Anura, Rhacophoridae) from the lowlands of Sarawak, western Borneo. Zoological Science, vol. 26, p. 437-442.